# Four Nations Chess League 2009/10
Die Saison 2009/10 war die 17. Spielzeit der Four Nations Chess League (4NCL).
Die erste Mannschaft der Wood Green Hilsmark Kingfisher konnte ihren Titel aus dem Vorjahr erfolgreich verteidigen, absteigen mussten die South Wales Dragons, die zweite Mannschaft von Guildford A&DC, Poisened Pawns und Jutes of Kent.
Zu den gemeldeten Mannschaftskadern siehe Mannschaftskader der Four Nations Chess League 2009/10.

## Termine und Spielorte
Die Wettkämpfe fanden statt am 24. und 25. Oktober 2009, 16. und 17. Januar, 20. und 21. Februar, 27. und 28. März sowie 1., 2. und 3. Mai 2010. Die ersten beiden und die letzten drei Runden wurden in Sunningdale ausgerichtet, die siebte und achte Runde in Daventry, die übrigen in Hinckley.

## Vorrunde

### Gruppeneinteilung
Die 16 Mannschaften wurden wie folgt in die zwei Vorrunden eingeteilt:
| Section A                            | Section B                             |
| ------------------------------------ | ------------------------------------- |
| Wood Green Hilsmark Kingfisher I (1) | Guildford A&DC I (2)                  |
| Guildford A&DC II (3)                | White Rose Chess (4)                  |
| Pride and Prejudice (6)              | Barbican Chess Club I (5)             |
| The ADs (8)                          | Wood Green Hilsmark Kingfisher II (7) |
| Cambridge University (10)            | Betsson.com (9)                       |
| Barbican Chess Club II (11)          | South Wales Dragons (12)              |
| Oxford (A1)                          | Pandora’s Box Grantham (A2)           |
| Jutes of Kent (A4)                   | Poisened Pawns (A3)                   |

Anmerkung: In Klammern ist die Vorjahresplatzierung angegeben, ist dieser ein "A" vorangestellt, so handelt es sich um die Vorjahresplatzierung eines Aufsteigers in der Division 2. The ADs waren im Vorjahr unter dem Namen The Gambit ADs am Start.

### Section A
Die Qualifikation für den Championship Pool war hart umkämpft. Zwar waren die erste Mannschaft der Wood Green Hilsmark Kingfisher und Pride and Prejudice, die nur im direkten Vergleich ein Unentschieden abgaben, eine Klasse für sich, und auch Cambridge University stand schon vor der letzten Runde als Teilnehmer am Championship Pool fest. Den letzten Startplatz im Championship Pool sicherte sich The ADs erst in der letzten Runde, so dass die zweiten Mannschaften des Barbican Chess Club und des Guildford A&DC ebenso wie die Vorjahresaufsteiger Oxford und Jutes of Kent im Demotion Pool spielten mussten. Die besten Ausgangsposition für den Championship Pool erspielten sich Wood Green Hilsmark Kingfishers erste Mannschaft und Pride and Prejudice mit je 5:1 Punkten, während Cambridge University und The ADs 1:5 Punkte in die Endrunde übernahmen.
In den Demotion Pool übernahmen die zweite Mannschaft des Barbican Chess Club und Oxford je 4:2 Punkte, die zweite Mannschaft von Guildford A&DC 3:3 Punkte und Jutes of Kent 1:5 Punkte.

#### Abschlusstabelle
| Pl. | Verein                                           | Sp | G | U | V | MP   | Brett-P.  |
| --- | ------------------------------------------------ | -- | - | - | - | ---- | --------- |
| 01. | Wood Green Hilsmark Kingfisher I. Mannschaft (M) | 7  | 6 | 1 | 0 | 13:1 | 43,0:13,0 |
| 02. | Pride and Prejudice                              | 7  | 6 | 1 | 0 | 13:1 | 41,5:14,5 |
| 03. | Cambridge University Chess Club                  | 7  | 4 | 1 | 2 | 9:5  | 27,5:28,5 |
| 04. | The ADs                                          | 7  | 2 | 2 | 3 | 6:8  | 26,5:29,5 |
| 05. | Barbican Chess Club II. Mannschaft               | 7  | 2 | 1 | 4 | 5:9  | 28,0:28,0 |
| 06. | Guildford A&DC II. Mannschaft                    | 7  | 2 | 1 | 4 | 5:9  | 18,5:37,5 |
| 07. | Oxford (N)                                       | 7  | 2 | 0 | 5 | 4:10 | 20,0:36,0 |
| 08. | Jutes of Kent (N)                                | 7  | 0 | 1 | 6 | 1:13 | 19,0:37,0 |

#### Entscheidungen
|     | Teilnehmer am Championship Pool: Wood Green Hilsmark Kingfisher I. Mannschaft, Pride and Prejudice, Cambridge University Chess Club, The ADs |
|     | Teilnehmer am Demotion Pool: Barbican Chess Club II. Mannschaft, Guildford A&DC II. Mannschaft, Oxford, Jutes of Kent                        |
| (M) | Meister der letzten Saison |
| (N) | Aufsteiger der letzten Saison |

#### Kreuztabelle
| Ergebnisse | Ergebnisse                                   | 01. | 02. | 03. | 04. | 05. | 06. | 07. | 08. |
| ---------- | -------------------------------------------- | --- | --- | --- | --- | --- | --- | --- | --- |
| 01.        | Wood Green Hilsmark Kingfisher I. Mannschaft |     | 4   | 7½  | 5½  | 5½  | 7½  | 6   | 7   |
| 02.        | Pride and Prejudice                          | 4   |     | 6½  | 6   | 5½  | 7½  | 7   | 5   |
| 03.        | Cambridge University Chess Club              | ½   | 1½  |     | 4   | 4½  | 6   | 5½  | 5½  |
| 04.        | The ADs                                      | 2½  | 2   | 4   |     | 4   | 3½  | 6   | 4½  |
| 05.        | Barbican Chess Club II. Mannschaft           | 2½  | 2½  | 3½  | 4   |     | 6   | 3½  | 6   |
| 06.        | Guildford A&DC II. Mannschaft                | ½   | ½   | 2   | 4½  | 2   |     | 5   | 4   |
| 07.        | Oxford                                       | 2   | 1   | 2½  | 2   | 4½  | 3   |     | 5   |
| 08.        | Jutes of Kent                                | 1   | 3   | 2½  | 3½  | 2   | 4   | 3   |     |

### Section B
In der zweiten Vorrunde war die Qualifikation für den Championship Pool eine klare Angelegenheit. Die ersten Mannschaften von Guildford A&DC und des Barbican Chess Club sowie White Rose Chess und die zweite Mannschaft der Wood Green Hilsmark Kingfisher gewann sämtliche Wettkämpfe gegen Betsson.com, die South Wales Dragons und die Vorjahresaufsteiger Pandora’s Box Grantham und Poisened Pawns. Die besten Ausgangsposition für den Championship Pool erspielten sich Barbicans erste Mannschaft und White Rose, die mit je 4:2 Punkten in die Endrunde starteten, während Guildfords erste Mannschaft und Wood Green Hilsmark Kingfishers zweite Mannschaft je 2:4 Punkte in die Endrunde übernahmen.
In den Demotion Pool übernahm Betsson.com 6:0 Punkte, Pandora’s Box 4:2 Punkte, die South Wales Dragons 2:4 Punkte und Poisened Pawns 0:6 Punkte.

#### Abschlusstabelle
| Pl. | Verein                                        | Sp | G | U | V | MP   | Brett-P.  |
| --- | --------------------------------------------- | -- | - | - | - | ---- | --------- |
| 01. | Barbican Chess Club I. Mannschaft             | 7  | 6 | 0 | 1 | 12:2 | 38,0:18,0 |
| 02. | White Rose Chess                              | 7  | 6 | 0 | 1 | 12:2 | 30,0:26,0 |
| 03. | Guildford A&DC I. Mannschaft                  | 7  | 5 | 0 | 2 | 10:4 | 37,5:18,5 |
| 04. | Wood Green Hilsmark Kingfisher II. Mannschaft | 7  | 5 | 0 | 2 | 10:4 | 35,0:21,0 |
| 05. | Betsson.com                                   | 7  | 3 | 0 | 4 | 6:8  | 29,0:27,0 |
| 06. | Pandora’s Box Grantham (N)                    | 7  | 2 | 0 | 5 | 4:10 | 22,0:34,0 |
| 07. | South Wales Dragons                           | 7  | 1 | 0 | 6 | 2:12 | 22,0:34,0 |
| 08. | Poisened Pawns (N)                            | 7  | 0 | 0 | 7 | 0:14 | 10,0:46,0 |

#### Entscheidungen
|     | Teilnehmer am Championship Pool: Barbican Chess Club I. Mannschaft, White Rose Chess, Guildford A&DC I. Mannschaft, Wood Green Hilsmark Kingfisher II. Mannschaft |
|     | Teilnehmer am Demotion Pool: Betsson.com, Pandora’s Box Grantham, South Wales Dragons, Poisened Pawns                                                             |
| (N) | Aufsteiger der letzten Saison |

#### Kreuztabelle
| Ergebnisse | Ergebnisse                                    | 01. | 02. | 03. | 04. | 05. | 06. | 07. | 08. |
| ---------- | --------------------------------------------- | --- | --- | --- | --- | --- | --- | --- | --- |
| 01.        | Barbican Chess Club I. Mannschaft             |     | 3   | 5½  | 5½  | 6   | 5½  | 5   | 7½  |
| 02.        | White Rose Chess                              | 5   |     | 5   | 1   | 4½  | 5   | 4½  | 5   |
| 03.        | Guildford A&DC I. Mannschaft                  | 2½  | 3   |     | 6   | 5   | 7½  | 6   | 7½  |
| 04.        | Wood Green Hilsmark Kingfisher II. Mannschaft | 2½  | 7   | 2   |     | 5½  | 5   | 5   | 8   |
| 05.        | Betsson.com                                   | 2   | 3½  | 3   | 2½  |     | 6   | 6   | 6   |
| 06.        | Pandora’s Box Grantham                        | 2½  | 3   | ½   | 3   | 2   |     | 5½  | 5½  |
| 07.        | South Wales Dragons                           | 3   | 3½  | 2   | 3   | 2   | 2½  |     | 6   |
| 08.        | Poisened Pawns                                | ½   | 3   | 0   | 0   | 2   | 2½  | 2   |     |

Anmerkung: Im Wettkampf zwischen Guildford A&DC und Poisened Pawns wurde den Poisened Pawns wegen einer kampflosen Niederlage ein halber Punkt abgezogen.

## Endrunde

### Championship Pool
Die Ergebnisse der Vorrunde ließen einen Vierkampf zwischen dem Titelverteidiger Wood Green Hilsmark Kingfisher, Pride and Prejudice, des Barbican Chess Club und White Rose Chess erwarten. Tatsächlich gewannen die vier Kandidaten die beiden ersten Runden, und so mussten die direkten Vergleiche in den letzten beiden Runden entscheiden. Hier erreichte Wood Green Hilsmark Kingfisher zwei klare Siege und verteidigte damit seinen Titel.

#### Abschlusstabelle
| Pl. | Verein                                           | Sp | G | U | V | MP   | Brett-P.  |
| --- | ------------------------------------------------ | -- | - | - | - | ---- | --------- |
| 01. | Wood Green Hilsmark Kingfisher I. Mannschaft (M) | 7  | 6 | 1 | 0 | 13:1 | 41,0:15,0 |
| 02. | Pride and Prejudice                              | 7  | 5 | 1 | 1 | 11:3 | 36,5:19,5 |
| 03. | Barbican Chess Club I. Mannschaft                | 7  | 5 | 0 | 2 | 10:4 | 32,0:24,0 |
| 04. | White Rose Chess                                 | 7  | 4 | 0 | 3 | 8:6  | 23,0:33,0 |
| 05. | Wood Green Hilsmark Kingfisher II. Mannschaft    | 7  | 3 | 0 | 4 | 6:8  | 28,5:27,5 |
| 06. | Guildford A&DC I. Mannschaft                     | 7  | 2 | 0 | 5 | 4:10 | 24,5:31,5 |
| 07. | Cambridge University Chess Club                  | 7  | 1 | 1 | 5 | 3:11 | 19,0:37,0 |
| 08. | The ADs                                          | 7  | 0 | 1 | 6 | 1:13 | 19,5:36,5 |

#### Entscheidungen
|     | Britischer Meister: Wood Green Hilsmark Kingfisher I. Mannschaft |
| (M) | Meister der letzten Saison                                       |

#### Kreuztabelle
| Ergebnisse | Ergebnisse                                    | 01.  | 02.  | 03.  | 04. | 05.  | 06.  | 07.  | 08.  |
| ---------- | --------------------------------------------- | ---- | ---- | ---- | --- | ---- | ---- | ---- | ---- |
| 01.        | Wood Green Hilsmark Kingfisher I. Mannschaft  |      | (4)  | 6    | 6   | 5½   | 6½   | (7½) | (5½) |
| 02.        | Pride and Prejudice                           | (4)  |      | 2    | 7   | 5½   | 5½   | (6½) | (6)  |
| 03.        | Barbican Chess Club I. Mannschaft             | 2    | 6    |      | (3) | (5½) | (5½) | 5½   | 4½   |
| 04.        | White Rose Chess                              | 2    | 1    | (5)  |     | (1)  | (5)  | 4½   | 4½   |
| 05.        | Wood Green Hilsmark Kingfisher II. Mannschaft | 2½   | 2½   | (2½) | (7) |      | (2)  | 6    | 6    |
| 06.        | Guildford A&DC I. Mannschaft                  | 1½   | 2½   | (2½) | (3) | (6)  |      | 3    | 6    |
| 07.        | Cambridge University Chess Club               | (½)  | (1½) | 2½   | 3½  | 2    | 5    |      | (4)  |
| 08.        | The ADs                                       | (2½) | (2)  | 3½   | 3½  | 2    | 2    | (4)  |      |

Anmerkung: Eingeklammerte Ergebnisse sind aus der Vorrunde übernommen.

### Demotion Pool
Im Demotion Pool standen mit der zweiten Mannschaft von Guildford A&DC, den Poisened Pawns und den Jutes of Kent drei Absteiger schon vor der letzten Runde fest, den letzten Abstiegsplatz machten die punktgleichen Mannschaften Oxford, Pandora’s Box Grantham und South Wales Dragons unter sich aus. Oxford besiegte die South Wales Dragons, und so reichte Pandora’s Box ein Unentschieden gegen Guildfords zweite Mannschaft zum Klassenerhalt.

#### Abschlusstabelle
| Pl. | Verein                             | Sp | G | U | V | MP   | Brett-P.  |
| --- | ---------------------------------- | -- | - | - | - | ---- | --------- |
| 09. | Betsson.com                        | 7  | 7 | 0 | 0 | 14:0 | 39,0:17,0 |
| 10. | Barbican Chess Club II. Mannschaft | 7  | 5 | 0 | 2 | 10:4 | 38,0:18,0 |
| 11. | Oxford (N)                         | 7  | 4 | 0 | 3 | 8:6  | 29,0:27,0 |
| 12. | Pandora’s Box Grantham (N)         | 7  | 3 | 1 | 3 | 7:7  | 26,5:29,5 |
| 13. | South Wales Dragons                | 7  | 3 | 0 | 4 | 6:8  | 27,0:29,0 |
| 14. | Guildford A&DC II. Mannschaft      | 7  | 1 | 2 | 4 | 4:10 | 21,0:35,0 |
| 15. | Poisened Pawns (N)                 | 7  | 2 | 0 | 5 | 4:10 | 20,5:35,5 |
| 16. | Jutes of Kent (N)                  | 7  | 1 | 1 | 5 | 3:11 | 23,0:33,0 |

#### Entscheidungen
|     | Absteiger in die Division 2: South Wales Dragons, Guildford A&DC II. Mannschaft, Poisened Pawns, Jutes of Kent |
| (N) | Aufsteiger der letzten Saison                                                                                  |

#### Kreuztabelle
| Ergebnisse | Ergebnisse                         | 09. | 10.  | 11.  | 12.  | 13.  | 14. | 15.  | 16. |
| ---------- | ---------------------------------- | --- | ---- | ---- | ---- | ---- | --- | ---- | --- |
| 09.        | Betsson.com                        |     | 4½   | 4½   | (6)  | (6)  | 6½  | (6)  | 5½  |
| 10.        | Barbican Chess Club II. Mannschaft | 3½  |      | (3½) | 5½   | 6    | (6) | 7½   | (6) |
| 11.        | Oxford                             | 3½  | (4½) |      | 3½   | 5    | (3) | 4½   | (5) |
| 12.        | Pandora’s Box Grantham             | (2) | 2½   | 4½   |      | (5½) | 4   | (5½) | 2½  |
| 13.        | South Wales Dragons                | (2) | 2    | 3    | (2½) |      | 6½  | (6)  | 5   |
| 14.        | Guildford A&DC II. Mannschaft      | 1½  | (2)  | (5)  | 4    | 1½   |     | 3    | (4) |
| 15.        | Poisened Pawns                     | (2) | ½    | 3½   | (2½) | (2)  | 5   |      | 5   |
| 16.        | Jutes of Kent                      | 2½  | (2)  | (3)  | 5½   | 3    | (4) | 3    |     |

Anmerkung: Eingeklammerte Ergebnisse sind aus der Vorrunde übernommen.

## Die Meistermannschaft
| 1.            | Wood Green Hilsmark Kingfisher |
| Schachfiguren | Étienne Bacrot, Luke McShane, Jon Ludvig Hammer, Alexander Baburin, Nicholas Pert, Jonathan Speelman, Stephen Gordon, Pia Cramling, Dávid Bérczes, Richard Pert, Lawrence Trent, Ketewan Arachamia-Grant, Mohamed Tissir, Juan Manuel Bellón López, Andrew Greet, Craig Hanley, Neil McDonald, Bernd Rechel, Andrew David Martin, Bjørn Tiller, Matthew Broomfield, Ellen Hagesæther. |